# Marica (Bulgaria)
Marica (in bulgaro Марица?) è un comune bulgaro situato nella Regione di Plovdiv di 30 676 abitanti (dati 2009). È costituito esclusivamente da villaggi. La sede amministrativa è nel comune di Plovdiv che pure non fa parte del territorio comunale.
Si trova sulla riva dell'omonimo fiume ed è un importante centro carbonifero, cui è stato dedicato un cratere su Mathilde.

## Località
Il comune è formato dall'insieme delle seguenti località:
- Benkovski
- Caracovo
- Dink
- Graf Ignatievo
- Jasno Pole
- Kalekovec
- Kostievo
- Krislovo
- Manole
- Manolsko Konare
- Radinovo
- Rogoš
- Skutare
- Stroevo
- Trilistnik
- Trud
- Vojvodinovo
- Vojsil
- Željazno